# Krzywa

Parabola – prosty przykład krzywej.

Krzywa – uogólnienie linii prostej. Mimo intuicyjnej prostoty, pojęcie krzywej okazało się bardzo trudne do ścisłego zdefiniowania. Poprawna definicja powinna obejmować „dowolną linię” (w szczególności na płaszczyźnie lub przestrzeni trójwymiarowej), w tym także linię prostą, która mogłaby się rozgałęziać i przerywać.

## Definicje formalne

### Definicje historycznie odleglejsze
- Komentatorzy Euklidesa określali krzywą jako „długość bez szerokości” oraz „ograniczenie powierzchni”. Nie są to jednak definicje w sensie matematycznym.
- Kartezjusz definiował krzywą jako zbiór punktów spełniających pewne równanie. Definicja ta nie obejmuje jednak wszystkich przypadków.

- Kolejna definicja określała krzywą jako sumę skończonej liczby łuków, z których żadne dwa nie mają wspólnych punktów oprócz swych końców. Okazało się jednak, że definicja ta nie obejmuje niektórych przypadków, np.

{\displaystyle \left\{(x,y)\colon y=\sin {\tfrac {2\pi }{x}},\ 0<x\leqslant 1\right\}} z dołączonym odcinkiem {\displaystyle \left\{(x,y)\colon x=0,\ -1\leqslant y\leqslant 1\right\}.}

### Definicje topologiczne
Szereg definicji topologicznych używa pojęcia continuum (kontinuum), czyli przestrzeni zwartej i spójnej.
- Camille Jordan w XIX wieku zdefiniował krzywą jako zbiór punktów płaszczyzny {\displaystyle \left(\varphi (t),\psi (t)\right),} gdzie {\displaystyle \varphi } i {\displaystyle \psi } są funkcjami ciągłymi, zaś {\displaystyle t} jest parametrem przebiegającym przedział liczb rzeczywistych. Innymi słowy krzywa to obraz przedziału (równoważnie: odcinka) w odwzorowaniu ciągłym. Okazało się wszakże, że definicja ta jest zbyt szeroka. W 1890 roku Giuseppe Peano pokazał, że obraz tak rozumianej krzywej może wypełniać kwadrat wraz z wnętrzem (tzw. krzywa Peana). Obecnie krzywą Jordana nazywa się homeomorficzny obraz okręgu.
- Pod koniec XIX wieku Georg Cantor podał następującą definicję: krzywa płaska to takie continuum na płaszczyźnie, które nie zawiera żadnego koła o dodatnim promieniu. W przypadku płaszczyzny jest ona równoważna przytoczonej niżej definicji podanej przez Urysohna.
- Krzywą nazywa się continuum o wymiarze 1. Innymi słowy jest to zbiór, w którym każdy jego punkt ma dowolnie małe otoczenia o zerowymiarowym brzegu. Jest to wtedy zbiór zwarty i spójny.
- Krzywą nazywamy continuum, w którym dla każdego jego punktu i dowolnego jego otoczenia istnieje pewne otoczenie wspomnianego punktu zawarte w poprzednim, którego brzeg nie zawiera żadnego continuum złożonego z więcej niż jednego punktu. Definicja ta, sformułowana przez rosyjskiego matematyka Pawła Urysohna, pochodzi z końca lat 20. XX wieku.
- Często przez krzywą rozumie się homeomorficzny obraz odcinka (domkniętego lub otwartego).

### Definicje geometryczne
W przypadku geometrii różniczkowej definicje krzywej, jako obrazu odcinka otwartego przy odwzorowaniach różniczkowych, zakładają zawsze, że pierwsza pochodna jest różna od zera w każdym punkcie odcinka.
- Ważne klasy krzywych definiuje się, nakładając dodatkowe warunki na funkcję {\displaystyle f\colon (a,b)\rightarrow \mathbb {R} ^{2},} odwzorowującą przedział w płaszczyznę, na przykład dla funkcji różniczkowalnych otrzymuje się łuk regularny, a dla przedziałami liniowych – linię łamaną.
- W geometrii różniczkowej płaszczyzny lub przestrzeni przez krzywą rozumie się na ogół odwzorowanie {\displaystyle r} razy różniczkowalne przedziału otwartego na płaszczyznę {\displaystyle f\colon (a,b)\rightarrow \mathbb {R} ^{2}} lub {\displaystyle f\colon (a,b)\rightarrow \mathbb {R} ^{3},} gdzie {\displaystyle r}-ta pochodna jest ciągła (tak zwane krzywe klasy {\displaystyle {\mathcal {C}}^{r}}). Często, aby uniknąć dyskusji o klasie gładkości zakłada się, że funkcje te mają wszystkie pochodne (tak zwane krzywe klasy {\displaystyle {\mathcal {C}}^{\infty };} oczywiście wtedy wszystkie pochodne są ciągłe). Obrazy tych funkcji nie są wtedy zwarte[2].